# 全員大風吹
《全員大風吹》（King of Chair，日語：『キングオブチェアー』）是由日本TBS電視台所製作的綜藝節目，於2010年10月11日起至2011年1月1日止在日本每週放送。台灣版權由緯來日本台取得，於2011年6月中旬改為周六晚間8點半左右開始播出（原2011年6月1日起於周三晚間8~9點播出），播出時間將配合《全員逃走中》（時間不定）。此外，TBS電視台另於2010年7月20日及2011年5月5日（原本為2011年3月19日，但因東日本大震災延到2011年5月5日）播出單集版本。
2016年，中国湖南卫视购买版权重新制作，並沿用該名称，从10月15日开始播出。

## 簡介
《全員大風吹》是一個以兒童遊戲「大風吹」為樣板所設計的大型遊戲競賽。除了競賽本身，遊戲也帶有濃厚整人節目色彩。參賽者的目標很簡單，就是比別人快找到並坐上正確的「真實椅」（トゥルーチェアー，英文"true chair"之意，又可稱為正解椅），坐到真實椅的參賽者才可晉級或是取得優勝。
- 初代（第一代）的全員大風吹由 10 位藝人組成，分為初賽與決賽，為一試驗型的企劃競賽，而優勝者可以得到一部冠上自己名字的節目。
- 第二代全員大風吹則是以錦標賽方式進行，參賽者約100名藝人，原預定為A~I組九組進行預賽，但由於預定好要参加總決賽的八人中有五人無法出席，經過製作單位的考量後，決定取消I組預賽，並加上一組敗部復活賽，所以參加總決賽的有三名預賽優勝者、五名敗部復活者、三名運動員代表以及初代冠軍，共12位選手參賽。而每組通過預賽者有三名，每組選出一名進入2011年1月1日（日本時間）播出的總決賽，總決賽的優勝者將獲得日幣300萬元的高額獎金。
- 特別編全員大風吹由參賽者組成隊伍比賽，分為初賽與決賽，決賽優勝者可以獲得日幣100萬元的獎金。
- 有時會有名人出現在節目中扮演角色（第二代總決賽、特別編）

全員大風吹的特色是：
- 錯誤的椅子有各種不同的陷阱。
- 參賽者就算是知道椅子是陷阱，也還是要坐坐看，因為不坐就不知道那是不是真實椅。
- 就算有椅子的地方再怎麼不願意過去，也還是要過去，因為裡面可能有重要的提示椅或真實椅。

## 遊戲元素

### 參賽者
參賽者由藝人組成，每組比賽約有10~11人。男性多穿著西裝、獵裝或學生裝；女性皆為學生裝。所有參賽者皆戴安全帽。

### 椅子
椅子為本競賽的主體之一，在競賽場地內所置的每張椅子，都會貼上一個王冠標誌，並附有IC晶片。
- 初代的椅子並沒有在參賽者的臀部位置設置特別的感應器，只要參賽者接觸到王冠標誌一定距離，就會開始判定並發出聲響，且聲音較粗糙。
- 二代與特別篇的參賽者判斷是否找到真實椅的依據，是必須在椅子上坐定，藉由在參賽者臀部設置的感應器，與椅子上的晶片感應後得知，而發出的聲音亦較初代精細。

在初代與二代的預賽時，每個場地內均放置了1000張左右的椅子，除了單純的木椅，摺椅，壓克力椅，主管椅，沙發椅，石椅等不同的椅子外，還有一些很特殊的椅子：
- 按摩椅，但通常會是電椅。
- 迷你椅，比正常尺寸的椅子小，小到可以進入鞋櫃格內。
- 畫在壁上或黑板上的椅子，雖然不是椅子，但因為有王冠的貼紙，因此還是要試。
- 非椅子，例如只貼一張王冠貼紙在牆上。
- 人間椅，在真人（通常是胖大叔）腿上放一張坐墊，此種椅子被稱為「女人的天敵」。

椅子可能會擺在比賽區域內的任何地方，除了正常的地方以外，也可能：
- 埋在沙或土內，參賽者要想辦法挖出來坐。
- 沉在水中，例如沉在港岸邊的海水內，或是綁在船邊。
- 吊在空中。
- 冰在冰塊內。
- 拆成零件要求參賽者組裝。

由於真實椅（正解）只有3-5張，所以大部份的椅子都是假的椅子，而假的椅子又內含各式不同的陷阱，於參賽者坐上並判定為假椅時發動（壞椅陷阱則不同，會在參賽者坐上去時立即發動），可能的陷阱包含：
- 壞掉的椅子，坐上去會跌倒，在溫泉旅館或游泳池時經常出現，因此通常參賽者都會跌到水中。
- 人間椅，坐上去時會被抱住一小段時間，而有時會包含乳液陷阱。
- 大鐵盆，坐上去鐵盆下方的椅子時會砸下來。鐵盆有時會有大小之分，也會有特別設計的迷彩版。（二代遊樂園）
- 滅火器，坐在滅火器前方時會被噴滅火用乾粉。
- 白粉，坐上去時會有白粉倒到參賽者身上，而粉的量也會視情況不同。
- 乳液，坐上去時會有透明乳液倒到參賽者身上。
- 水槍，坐上去時會有自動水槍，或是小孩子拿水槍射，而有時水槍裝的是墨汁。
- 電椅，坐上去時會被電。
- 砸派，坐上去時會被砸派。
- 大叔，坐在大叔旁的椅子時會被大叔用毛巾打。（二代渡假飯店）
- 猛男，坐上去時會被猛男連人帶椅丟到水中。（二代遊樂園）
- 咖啡，坐在咖啡桌旁的椅子時咖啡桌會突然傾斜以弄翻咖啡。（二代渡假飯店）
- 按摩師，坐上去後前面的按摩師會為做激烈的腳底按摩。（二代渡假飯店）

而在競賽場地中，還會安排一些阻止或干擾參賽者坐上椅子的陷阱，例如：
- 地洞，經過偽裝，參賽者踏上時會掉落。
- 投球機，當參賽者坐上投球機面對的椅子時，會對參賽者發射棒球。
- 強力水柱，以強力水柱阻止參賽者坐上椅子。
- 乳液山，以滑溜的乳液阻止參賽者坐上山頂的椅子（二代遊樂園、總決賽）。
- 熱水，將椅子放在熱水中，阻止參賽者坐。（二代渡假飯店）
- 惡霸，會在參賽者試圖坐椅子時瞪著參賽者。
- 殭屍，會阻撓參賽者坐椅子，並且會用手上的乳液抹在參賽者身上。
- 鬼，阻撓參賽者坐椅子或是作為陷阱發動，出現於初代與二代決賽時。

當然，參賽者要和時間賽跑，所以也會有一些浪費時間的陷阱，例如：
- 要求參賽者模仿，被認可後才可打開的房間，但房間內卻未必有真實椅。
- 將椅子冰在冰裡面，參賽者必須要想辦法將冰敲開才可以拿到椅子，但這椅子也未必是真實椅。
- 超辣拉麵，要求參賽者吃完，但吃完後未必會有提示。
- 遊樂園中的遊樂設施要弄上安全帶才會判定，但遊樂設施會啟動。

實際上，真實椅的位置通常經過巧妙安排，必須透過高人一等的洞察力，或取得提示後才能找到，例如：
- 埋在水中。
- 吊在樹上。
- 放在大量的椅子之內。
- 藏在特定的位置（例如迷宮內或床板下）。
- 看似陷阱的椅子。

在預賽時的最後一張真實椅都需要先找到提示椅，再按下由提示椅提示的位置的紅色按鈕後才會出現，而紅色按鈕上亦標明最後一張真實椅的位置。

### 場地
遊戲場地選在學校、遊樂園、溫泉旅館等公眾場所。目前出現在全員大風吹的場地有：
- A與C組：位於栃木縣，已廢校的小學校園（含校舍，游泳池，操場，體育館等）。
- B與F組：渡假飯店（ロマンの森共和国）。
- D與G組：武藏野村遊樂園。
- E與H組：廢棄大樓與週邊港口（アクアマリンスタジオ）。

總決賽的場地更擴大到整條溫泉街。

## 遊戲內容

### 預選

#### 廣播
在遊戲進行中，如果有參賽者找到真實椅、幽靈出現、或提示椅出現時，會透過廣播告知所有參賽者。廣播工作由同行的TBS助理負責。
參與全員大風吹的 TBS 助理有：
- 田中美奈實，初代、二代（除預賽E、H組）。
- 佐藤渚（日语：佐藤渚），二代（預賽E、H組）。
- 江藤愛（日语：江藤愛），特別編。

#### 提示
引導參賽者找到真實椅的重要媒介。提示本身的存在也經過特殊安排，因此尋找到提示本身除了洞察力，也需要不少運氣。

#### 阻撓者
有時會在遊戲進行時出現阻撓者：
- 全員大風吹初代的阻撓者為傑森，於初代決賽時出現。
- 全員大風吹二代的阻撓者為幽靈（ファントム），於遊戲中段出現的「真實椅守護者」。通常都是在第一張真實椅被找到後隨機出現，但E組是唯一的例外，會在參賽者坐上「幽靈椅」時發動。

被阻撓者抓到時會被限制行動十分鐘。

#### 紅包椅
此椅一定為真實椅，需透過巧妙的方式取得，但是有時間限制，若未在10分鐘內坐到，將會消失。而紅包椅不算大家共同尋找的真實椅，若大家尋找的真實椅有五張，加上限時椅一共六張。紅包椅目前只在二代的總決賽初選回合出現過。

#### 最後真實椅
場地中實際上僅放有兩張真實椅。在這兩張皆被尋獲後，則會啟動「提示椅」。透過正確分析提示椅給的訊息，參賽者將找到一紅色按鈕，且按鈕旁附有第三張真實椅的位置。按下後，最後的真實椅將出現在場中。同時，全場地將播放音樂（使用配樂見下「音樂」一段），使所有參賽者警覺到最後真實椅的出現。但按下按鈕的參賽者是唯一知道位置的人，因此佔有相當大的優勢。

### 決選
決選場地備有A、B、C三張椅子。三位進入決選的參賽者，將依尋獲真實椅的先後順序，依序上場，並選擇坐上三張椅子的其中一張。決定後，椅子將開始前後晃動。錯誤的椅子最終將往後倒入混有海棉及粉末的盆子，正確椅子最終則會直立（每次正確椅都由TBS同行助理抽選，因此不是每次都相同，但也有連續兩三回都是同一張椅子）。若三人皆選錯，則由失敗者以抽籤選出一位挑戰。若仍失敗則重新輪過，直到有人選出正確椅為止。

## 正規賽

### 初代
初代全員大風吹為TBS的試驗企劃，比賽地點為一間廢棄小學校園，包含四層樓校舍，體育館與游泳池等，初代的椅子數為1000張，並分為預賽與決賽，預賽的真實椅數量為五個，決賽為一個，而通過決賽得到冠軍的可以得到有自己的名字的節目一部（但其實是二代全員大風吹的預告）。
預賽的五張真實椅位置是：
- 體育館儲藏室（壓在軟墊內）。
- 校舍後方草叢中。
- 游泳池內（水中，椅子為透明椅）。
- 藏有四張壞椅陷阱的後方桌堆內。
- 三樓圖書室通往後外走道的門後。

而決賽在當晚夜間的同一地點舉行，參賽者需取得提示才能找到啟動真實椅的按鈕，提示椅的位置在三樓音樂教室，提示內容是：「想贏的話，看看教職員室的金庫上方」，而在教職員室的金庫上方的提示內容是：「不能壓但可以彈的東西上有數字」，指的是體育館內的鋼琴，在鋼琴上留有轉開金庫的密碼，金庫內即為啟動真實椅的按鈕，按下按鈕後在校園內即會出現真實椅。
參賽者：隅田美保、馬場園梓、松田洋昌、鈴木Q太郎、村上健志、亘健太郎、IZAM、大島麻衣、惠蓮、梶原雄太
進入決賽者：
- 馬場園梓（體育館儲藏室）
- 惠蓮（游泳池內）
- 村上健志（校舍後方草叢中）
- 大島麻衣（藏有四張壞椅陷阱的後方桌堆內）
- 梶原雄太（三樓圖書室通往後外走道的門後）

最終優勝者（初代大風吹王）：梶原雄太。

### 二代
由於初代節目收視率佳，讓 TBS 決定繼續全員大風吹的企劃，並擴大舉辦（請見簡介的說明）。

#### A組
- A組比賽地點:廢棄小學
- A組參賽者:春日俊彰、Joy、武田修宏、木村卓寬、向清太朗、上原美優、手島優、渡邊直美...等
- A組通過預賽:上原美優(游泳池浮島下的透明椅)、Joy(保健室床的下面)、春日俊彰(操場的按鈕真實椅)
- A組真實椅提示:未啟用
- A組按鈕提示:學習教室
- A組幽靈椅:幽靈自動出現
- A組按鈕位置:理化教室人體模型的裡面
- A組通過決賽:春日俊彰(A椅)

#### B組
- B組比賽地點:渡假飯店
- B組參賽者:石田明、井上裕介、岩井勇氣、澤部佑、安田美沙子、YUJI、紅吉田、罔本麻里、戈爾戈松本...等
- B組通過預賽:安田美沙子(食品區放置食品的椅子)、小林嵯梨(天鵝船後面綁的透明椅)、紅吉田(三樓大廳的按鈕真實椅)
- B組真實椅提示:未啟用
- B組按鈕提示:出口附近
- B組幽靈椅:幽靈自動出現
- B組按鈕位置:溫泉區擺放的牛奶中間
- B組通過決賽:安田美沙子(C椅)

#### C組
- C組比賽地點:廢棄小學(同A組)
- C組參賽者:山崎邦正、山本博、秋山奄次、馬場裕之、小島義雄、岸學、佐藤滿春、夏川純、池田夏希、落合真理...等
- C組通過預賽:池田夏希(體育館的地下檢查室)、山崎邦正(校園裡的樹上)、小島義雄(後山的按鈕真實椅)
- C組真實椅提示:體育館的排字、天文望眼鏡
- C組按鈕提示:宿舍外面
- C組幽靈椅:幽靈自動出現
- C組按鈕位置:廣辭苑的盒子裏
- C組通過決賽:山崎邦正(C椅)

#### D組
- D組比賽地點:遊樂園(埼玉縣加須市武藏野村)
- D組參賽者:堤下、河西智美、博多華丸、益子卓郎、次原加奈、福田薰…等
- D組通過預賽:益子卓郎(鐵鍊塔工作人員的椅子)、河西智美(迷宮的棄權出口外面)、老鷹溝神(牧場的按鈕真實椅)
- D組真實椅提示:摩天輪上的「工作人員椅子」字樣
- D組按鈕提示:旋轉木馬椅
- D組幽靈椅:未啟用
- D組按鈕位置:置物櫃裡
- D組通過決賽:河西智美(C椅)

#### E組
- E組比賽地點:廢棄大樓
- E組參賽者:濱口優、熊田曜子、快樂慎吾、宮地真緒、庄司智春、田中卓志、山根良顯、松本沙雪、青島明菜、安田馬戲團小黑（黒川明人）
- E組通過預賽:宮地真緒(劇院螢幕)、庄司智春(掛在高處的鐵桶椅)、熊田曜子(庭院的按鈕真實椅)
- E組真實椅提示:扭蛋機、占卜師、計算室
- E組按鈕提示:殭屍房間
- E組幽靈椅:田中卓志啟用(5樓樓梯前，椅下有警鈴的椅子)
- E組按鈕位置:瓦礫堆
- E組通過決賽:熊田曜子(A椅)

#### F組
- F組比賽地點:渡假飯店(同B組)
- F組參賽者:鴕鳥俱樂部（肥後克廣、寺門義人、上島龜兵）、已經是國中生（丸田典幸）、椿鬼奴、石田晴香、谷桃子…等
- F組通過預賽:椿鬼奴(106號室的組裝椅)、石田晴香(露天溫泉的假鐵盆椅)、谷桃子(泳池的浮島按鈕真實椅)
- F組真實椅提示:KTV室
- F組按紐提示:偽裝成燈籠的椅子
- F組幽靈椅:未啟用
- F組按鈕位置:A廳跟B廳隔間
- F組通過決賽:石田晴香(B椅)

#### G組
- G組比賽地點:遊樂園(同D組)
- G組參賽者:TKO木下、山田親太朗、大島麻衣、蘿拉陳、杉原杏璃
- G組通過預賽:蘿拉陳[陳怡](在餐廳陽台放置的大量椅子中)、大島麻衣(東區卡在樹木上的椅子)、山田親太朗(草地廣場的按鈕真實椅)
- G組真實椅提示:未啟用
- G組按紐提示:摩天輪椅
- G組幽靈椅:未啟用
- G組按鈕位置:遊園券販賣機的按鈕
- G組通過決賽:山田親太朗(C椅)

#### H組
- H組比賽地點:廢棄大樓(同E組)
- H組參賽者:元木大介、中川愛海、磯山沙也加、菜菜緒、佐藤唯…等
- H組通過預賽:佐藤唯(殭屍房後面的紅燈小房間內)、磯山沙也加(4樓畫後面的椅子)、元木大介(屋頂的按鈕真實椅)
- H組真實椅提示:計算室
- H組按紐提示:劇院舞台前
- H組幽靈椅:未啟用
- H組按鈕位置:樹上
- H組通過決賽:磯山沙也加(B椅)

#### 敗部復活賽
河西智美、石田晴香因去新加坡演唱會擔任主唱，其他3人因行程無法配合而退出比賽。所以以此比賽來遞補5個缺額。
比賽地點：總決賽開始前8小時(當天凌晨4點)，由東京新宿前往總決賽地點猿京溫泉的遊覽車與高速公路各休息站。
參賽者：JOY、上原美優、小林嵯梨、紅吉田、哥爾戈松本、YUJI、小島義雄、岸學、佐藤滿春、老鷹溝神、宮地真緒、庄司智春、吉村崇、徳井健太、陳怡、大島麻衣、阿部公二、杉原杏璃、惠蓮、瓦基20位（之前預賽失敗者，按照A到H組排列）。
- 出發5分鐘以後，以抽獎機抽選方式，抽到與椅子座號相同的參賽者淘汰。淘汰者：吉村崇。
- 於上里休息站吃派銅鑼燒，若吃到芥苿內餡的參賽者淘汰（類似預賽決選，只是改成吃的方式，吃到特殊加料的食物就淘汰）。此站淘汰五位：老鷹溝神、杉原杏璃、徳井健太、小島義雄、瓦基。
- 於關越高速公路的上里休息站，再以抽獎機抽選方式，抽到與椅子座號相同的參賽者淘汰。淘汰者：庄司智春。
- 於關越高速公路赤木休息站吃派豬次郎肉包，若吃到辣椒內餡的參賽者淘汰。此站淘汰四位：YUJI、佐藤滿春、小林嵯梨、哥爾戈松本。
- 在遊覽車上以30題在本節目上的問題答題，取前5名。淘汰者：JOY、上原美優、岸學、陳怡。
- 參賽者最終需坐判定椅（有貼王冠標誌），坐到真實椅的聲音的參賽者進入決賽，才可下車，否則不可下車，返回東京。

進入決賽：宮地真緒、紅吉田、惠蓮、阿部公二、大島麻衣。

#### 總決賽
總決賽分為預選與決選賽，預選在溫泉區中進行，在溫泉區中設置一萬張以上的椅子，而參賽者需在溫泉區中找出五張真實椅，才可進入決選賽。決選賽則是當晚在廢棄小學校園內舉行，只有一張真實椅，但真實椅需要在特定條件滿足下才會出現，參賽者也要滿足特定條件才能取得坐真實椅的資格。

##### 初賽
比賽地點: 群馬縣水上町 猿京溫泉 （页面存档备份，存于）(2010年12月12日錄影) (溫泉街整區，含週邊橋樑，湖，農田與森林等)，分為北區，東區，西區，國道區與湖區五部份。
參賽者:
- 預賽通過:春日俊彰(A組)、山崎邦正(C組)、熊田曜子(E組)
- 敗部復活:宮地真緒、大島麻衣、惠蓮、紅吉田、阿部公二
- 其他玩家:梶原雄太(上屆冠軍)、宮下純一(2008年奧運游泳項目男子400公尺接力銅牌選手)、須藤元氣(摔角選手)、具志堅用高(前世界拳擊協會次次最輕量級冠軍)

提示獲取處 (參賽者可由這些地方獲取提示，但得到的提示未必有用)：
- 射擊店的提示椅，使用槍擊發木子彈將椅子打倒可得，而可用子彈數由參賽者坐過的椅子數換算，每五張椅子換一顆子彈。
  - 由大島麻衣獲得提示，提示內容:礻(申+土)
- 理容店的鏡面文字，於鏡中觀察店內的反字，可拼湊出其中一張真實椅的地點。
  - 由熊田曜子先發現，後來宮地真緒也發現，提示內容:橋之下(はシのした)
- 參賽者玩借物比賽，於旅館服務台抽選要尋找的物品或人物，並在溫泉街找出來帶回旅館服務台，就可以得到真實椅的開啟鑰匙。參加的選手有：
  - 梶原雄太，找尋兔年生的女性。
  - 惠蓮，找尋群馬縣出身的名人的簽名。
  - 春日俊彰，找尋木雕的熊。
- 在北區生壽苑溫泉旅館澡堂中的壞掉的椅子，在椅背有特殊處理的顏料，在泡過熱水時會浮出提示文字。
  - 由大島麻衣發現，提示內容，映照出森林的椅子
- 在國道區中設有一個抽獎區 (King of 褔引)，每位參賽者只可搖一次，如果搖到黃色會有提示，搖到紅色則為銘謝惠顧。
  - 由紅吉田先發現，之後春日俊彰和宮下純一也發現，提示內容：湖。
  - 湖中之椅，只要有參賽者觸碰到，在湖邊的發射台會發射出提示，此提示則是真實椅的正確地點。
  - 由春日俊彰等人發現，提示內容:長生館的露天溫泉
- 中華料理店，只要吃完超辣拉麵即可取得提示。
  - 由惠蓮取得，提示內容:這附近沒有真實椅

真實椅位置：
- 神社中，由天狗鮑比守護，參賽者必須追到鮑比以搶到該椅。
- 橋下，吊有三張椅子，其中一張為真實椅。
- 三田屋旅館二樓最後的客房內，鎖在透明箱子內，參賽者需先玩借物比賽取得鑰匙才可取得。
- 乳液山丘上的紅包椅 (由阿部公二坐到了第2011張椅子時出現，但只存在十分鐘)。
- 森林內的椅子，以鏡面材質製作，會反射週邊景色。
- 吊在長生館的露天溫泉上方。

特別陷阱 (浪費時間型)：
- 餐館：在餐館內的顧客會不斷要求參賽者簽名或畫圖，直到參賽者離開。
- Wink 酒吧，老闆娘會拉著參賽者唱 KTV。
- King of Taxi，由岡本信人扮演司機，當有參賽者坐上時會繞行溫泉區不定時間。

晉級:
- 須藤元氣(神社)
- 宮地真緒(橋)
- 梶原雄太(三田屋旅館)
- 熊田曜子(乳液山丘上的紅包椅)(剩42秒)
- 大島麻衣(森林)
- 春日俊彰(露天溫泉)

##### 決賽
於總決賽日當晚舉行，因為是晚上，所以陷阱以鬼怪與營造恐怖氣氛為主，參賽者需要克服恐懼，才可以找到提示椅甚至真實椅。
比賽地點：廢棄小學。
參賽者：春日俊彰、熊田曜子、宮地真緒、大島麻衣、須藤元氣、梶原雄太。
真實椅提示：音樂教室，必須通過大量鬼怪群，於音樂教室內的小房間中取得。
真實椅出現條件：當參賽者坐到提示椅時，在校園內會出現 A, B, C 三張椅子，參賽者必須坐到這三張椅子，才可取得坐最後真實椅的資格，而當一位參賽者坐滿三張椅子時，最終的真實椅才會出現。
- A (紅色) 椅在二樓最後的教室內。
- B (藍色) 椅在一樓最後的教室內。
- C (黃色) 椅在校園的游泳池內的浮台上。

最終陷阱：設置在最終真實椅前方不定數量的地洞陷阱，情急的參賽者極易落入陷阱內，且落下後無法再爬起來。落入此陷阱的參賽者有：
- 須藤元氣。
- 梶原雄太。
- 春日俊彰。
- 宮地真緒 (當日第二次掉入地洞陷阱)。

最終優勝者 (二代大風吹王)：大島麻衣

## 特別編
特別編為全員大風吹進軍日本黃金時段的特別企劃，由28位參賽者組成13支隊伍參賽，比賽地點於日本靜岡縣熱海市以及與其相鄰的初島進行，總面積為61.61+0.437平方公里，比賽當天氣溫為攝氏5.1度。
比賽分為初賽與決賽，初賽為限時賽，所有參賽隊伍必須在 120 分鐘之內找到四散在熱海與初島的真實椅，最快找到的五隊可晉級決賽。而決賽則是在夜間於初島舉行，限時 30 分鐘內必須找到最終真實椅，成功的隊伍可以獲得 100 萬日圓。

### 參賽隊伍
由藝人與運動選手或其家人等共 28 人組成，各隊伍的名單為：
- 老婆是偶像隊 (チームカミさんがアイドル)：庄司智春、藤本敏史。
- HANAWA家隊 (チームはなわ家)：塙尚輝（日语：はなわ）、長男、次男。
- D☆DATE隊 (チームD☆DATE)：五十嵐隼士、堀井新太。
- 模特兒隊 (チームモデル)：小森純、YUJI。
- 寫真偶像隊 (チームグラビアアイドル)：原幹惠、松井繪里奈。
- 平成隊 (チーム平成)：徳井健太、吉村崇。
- 我隊 (チーム我)：坪倉由幸、杉山裕之、谷田部俊。
- 模仿隊 (チームものまね)：山本高廣、岡本麻里。
- 高學歷隊 (チーム高学歴)：小島義雄、優木真央美。
- 太陽音樂隊 (チームサンミュージック)：竹山隆範(カンニング竹山)、鳥居美由貴(鳥居みゆき)。
- 足球迷隊 (チームサッカーバカ)：松本安太郎、Penalty瓦基。
- 橫田夫妻隊 (チームジャガー)：横田、木下博勝。
- 鬥士隊 (チームファイター)：内藤大助、武蔵。

### 特殊規則與陷阱
特別篇除了場地之廣為已播出之全員大風吹之最外，在特別篇中也加入了一些不同的元素，包含新的椅子類型以及特殊提示或陷阱。
新的椅子類型有：
- 問號椅：只有 "?" 號的圖樣，代表不知道坐下去會發生什麼事的意思，而坐下去不是落入陷阱就是得到提示。
- 命運椅：有骷髗頭和 "?" 號的圖樣，代表不是陷阱就是真實椅。
- 船票椅：外表跟有王冠圖樣的普通比賽椅無異，但其實是一張往初島的船票，坐下後即可獲得。

新的特殊提示或陷阱則有：
- 道具店，由藝人齋藤洋介扮演店員，參賽者可向店員以點數買道具 (每坐一張椅子一點)，可買的道具有：
  - 提示牌，每次 10 點，有機會抽到提示。
  - 鑰匙，每把 10 點，全部共 20 把。
  - 雙眼鏡，50點。
  - 協力車，100點。
  - 地圖，100點。
  - 船票 (往初島的船票)，1000 點。

- 岡本計程車，由岡本信人扮演司機，參賽者坐上後會帶領參賽者到不同地點並解說，但實際上那是大幅浪費參賽者時間的陷阱。
- 梅宮辰夫，在熱海車站前商店街的醬菜店中偽裝為人偶，而下腹部貼有一張命運椅圖樣(陷阱)，參賽者貼上去時會被他的妻子(梅宮クラウディア)拿紙打頭。
- 初島燈塔附近有一個圍出區域的命運椅(陷阱)，坐上去時在區域內會發生爆炸效果。
- 初島公園內有一間木製小屋，裡面有兩張問號椅(陷阱)，坐上去後四週會發生大爆炸，並且小屋的牆壁和部份天花板會倒下來。
- 初島的某處，由地洞與壞掉的命運椅(陷阱)組合而成，坐上椅子時會翻倒，並且剛好掉下地洞中。
- 初島某處海邊的上坡，參賽者會遇到滾落的大球。
- 初島海邊某處，當參賽者走近時會發生爆炸效果。

### 初賽真實椅與提示
特別編初賽的真實椅一共有13個，其中熱海市內有四個，而初島有九個 (但比賽並沒有提示所有真實椅的位置，於節目其中一段播出的地圖上有王冠標記的數量，由此推斷)，所以參賽者如果先到初島會相當有利。而初賽的真實椅與相關提示為：
1. 在熱海車站站前的告示牌下，置有提示與一張挖有空洞的椅子，提示為：「巡迴七湯將洞填滿」，所謂的七湯係指熱海市的熱海七湯 (可參閱日文版維基百科熱海温泉一節)，每一湯區都有一塊拼圖，將七塊收集到並裝入空洞的椅子中即得到一張真實椅。
2. 在熱海車站商店街麻糬店前中的問號椅(提示)，坐上去後店員會拿出六個豆沙包，吃完後可得到提示：「橋下」，而橋下的夾縫中有一把可取得通往初島的船票的椅子 (船票椅)。
3. 初島食堂街中的餐廳，其提示為「中華涼麵上市了」，但其實是由歌手雨宮(AMEMYIA)演唱「中華涼麵上市了」一曲，而歌詞中內藏提示：「第一張椅子的所在地　是在有樹的某個地方，會有椅子吧　唱出真實椅在哪裡了」，而此張真實椅位置在初島東北方的森林中，由阿達摩看管，真實椅與阿達摩綁在一起，必須要阿達摩後退，真實椅才會降下。
4. 在熱海的咖啡廳中的問號椅(提示)，坐上去後店員會拿出一個大杯的刨冰，必須要在一分鐘內吃完才會得到提示。
5. 在熱海銀座區內的名產店，有一個被鎖住的椅子，要在道具店中用點數購買鑰匙 (全部20把，其中有一把可以打開鎖)，打開它即可取得此椅 (此椅為真實椅)。
6. 在初島渡假區看台前的椅子，坐上去後在看台會出現歌手松崎茂，演唱的歌曲為『愛的記憶』，而在歌詞中藏有提示：「美麗的初島　數不清的椅子　把真實椅的感動送給你　浮在游泳池的島上　我來告訴你們椅子藏在哪裡　美麗的椅子　數不清的椅子　把這椅子的感動送給你　真實椅是放在非常不穩定　偽裝物的反面」，提示中的真實椅在初島的游泳池內通往浮島的浮板下方。
7. 在初島渡假區的入口處，有一張以迷彩著色的真實椅放在路旁一小段距離的樹叢內，而知道這個真實椅位置的提示在初島民宿街，被裝在大型布袋內的藝人超能力伊東，而參賽者如果想得到真實椅，必須要提著他一起走 (重量為60公斤)。
8. 在熱海港口有一個被冰塊封住的椅子，必須要將冰塊敲掉才可以坐到，此椅為真實椅。
9. 在初島民宿街中有一間餐館 (食堂坂下)，由藝人伊藤麻衣子扮演店員，參賽者會被要求在店內先猜該店的其中一項餐點(全部30項)，然後將餐點吃完，若判定該餐點為銷售第一名的餐點時，可以得到真實椅。
10. 在初島民宿街中會出現米助大師正在拍攝晚餐之王 (King of 晚ごはん)，並隨米助大師進入一間房子，在米助大師與住戶的對話中會出現提示：「浴室內有很重要的東西」，而依提示在該房內的浴室內可找到藏在浴缸內的真實椅。

晉級決賽的隊伍有：
- 足球迷隊 (初島森林綁在繩上隨人升降移動的真實椅)。
- 模特兒隊 (熱海商店街被鎖住的真實椅)。
- 平成隊 (初島游泳池的真實椅)。
- 高學歷隊 (初島民宿街民宅浴室內的真實椅)。
- 鬥士隊 (熱海港口被冰封的真實椅)(最後15秒坐到)。

註：其中D☆DATE隊原本可以比鬥士隊早一步晉級，但卻不知在何處遺失了七塊拼圖的其中一塊，以致於無法成功完成真實椅。

### 決賽
決賽的地點在初島，時間是晚上，當地的燈光不像熱海那樣密，因此在入夜後島上通常能見度不佳，而參賽者必須在 30 分鐘內找到最終真實椅，而成功的隊伍可獲得 100 萬日圓，否則最終真實椅會消失。而在黑夜中的椅子不像白天的比賽設置多處陷阱椅，反而會在特定地點 (如民宿街) 設置幾個鬼怪 (如同正規賽之總決賽決選時的鬼陷阱) 來嚇參賽者，同時因為黑夜視線不良，參賽者的進度非常慢。
最終真實椅唯一的提示是在初島港的一張在白天未曾出現過的椅子 (由平成隊發現)，坐上提示椅時會出現提示：「去山丘上面」，同時在初島中央山丘的最終真實椅會出現，不過在真實椅的前方會出現真實椅守護神，他們會用強力水柱噴向參賽者，阻止參賽者前進到真實椅的所在地，就算是通過了真實椅守護神所築起的水牆，而在真實椅四周還有地洞陷阱等著參賽者。
不過靠著鬥士隊內藤大助的精彩演出 (連續兩次掉入地洞陷阱卻又成功爬出)，成功在剩下約2分鐘時坐到最終真實椅，讓鬥士隊成為最終的大風吹勝利隊伍。
特別篇優勝隊：鬥士隊 (チームファイター)：内藤大助、武蔵。

## 其他

### 音樂
《全員大風吹》使用之音樂種類不多，主要音樂使用的是以色列民謠「Mayim Mayim」（慶祝掘獲水源時之歌，台灣稱「水舞」。） 進入場地前轉圈，及最後真實椅出現時使用慢板；起頭、節目介紹、搶到真實椅等則使用快板。

## 外部連結
- （日語）TBS電視台《キングオブチェアー》官方網頁 （页面存档备份，存于）
- （繁體中文）緯來日本台《全員大風吹》官方網頁 （页面存档备份，存于）

## 節目的變遷
| 日本TBS電視台 | 日本TBS電視台                               | 日本TBS電視台 |
| ------------- | ------------------------------------------- | ------------- |
|               | 全員大風吹 （2010年10月11日－2011年1月1日） |               |
| —             | —                                           |               |

| 臺灣緯來日本台 | 臺灣緯來日本台 | 臺灣緯來日本台 |
| -------------- | -------------- | -------------- |
|                | 全員大風吹     |                |
| —              | —              |                |